# Hirvli
Hirvli est un village de la Commune de Kuusalu du Comté de Harju en Estonie. Au 31 décembre 2011, il comptait 83 habitants.